# Neumarkt in Steiermark
El municipio de Neumarkt in Steiermark pertenece al Distrito de Murau, en Estiria.

## Historia
En tiempos precristianos fue una de las carreteras principales entre Italia y el río Danubio, siendo atestiguados por varios objetos romanos. Los habitantes se asentaron en la región aproximadamente en el 4000 a. C. y posiblemente, en el 3000 a. C. haya estado densamente poblado.
En el año 1265 se menciona a Neumarkt en un documento y, el 3 de diciembre de 1446, el gobernante Friedrich von Neumarkt le otorga el escudo de armas rojo con el árbol navideño en el centro.

## Cultura
Los edificios históricos de Neumarkt in Steiermark son tres: la Columna Mariana, los restos del muro defensivo y sus torres conexas y, finalmente, la Iglesia Parroquial de Santa Catalina y Karner San Achatius (Pfarrkirche St. Katharina und Karner St. Achatius).

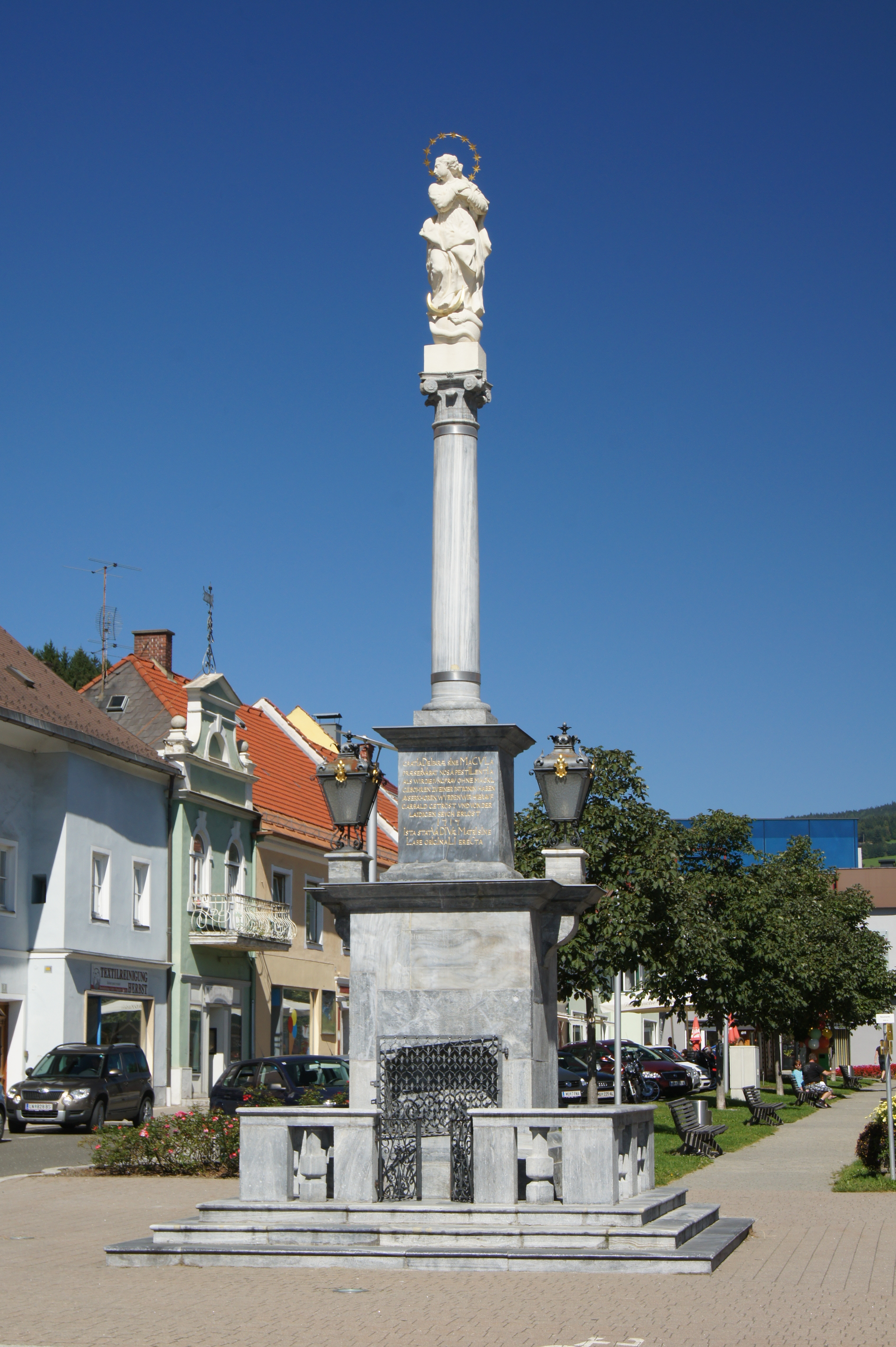
Columna Mariana en Neumarkt.

La Columna Mariana es un monumento construido como parapeto, la base de la columna y la columna en sí son de mármol que tienen en la parte superior una estatua de tamaño natural de la Virgen María, la inscripción de su creación se encuentra en la base de la columna. Tiene 18 metros de alto y fue construida en 1717 por Joseph Angelo Bon.
En 1394 un documental menciona a las murallas de la ciudad de Neumarkt como fortificaciones. Tres torres redondas reforzaban el muro defensivo local que debieron restaurarse en 1695, ya que fueron quemadas durante un incendio. Actualmente son conocidas como la Torre Sudeste, la Sur y la Norte.
La Iglesia St. Katharina und Karner St. Achatius es de finales del siglo XII, realizada en un estilo románico. La capilla de la cripta sería construida entre 1492 a 1501 con la actual forma de gótico tardío con tres naves y en su bóveda las estrellas. El osario fue construido alrededor de 1438 para dar cabida a los huesos secos en un solo edificio, también estilo gótico tardío, con planta octogonal y dos pisos,; se encuentra dedicado a Santa Ana, San Joaquín y a San Judas.

## Turismo
Actualmente Neumarkt y otras localidades en conjunto cuentan con el parque natural Zirbitzkogel-Grebenzen, que abarca 10 municipios. Éste parque posee valles, bosques de reserva natural y numerosas lagunas, por ello se ha convertido en una atracción turística local.

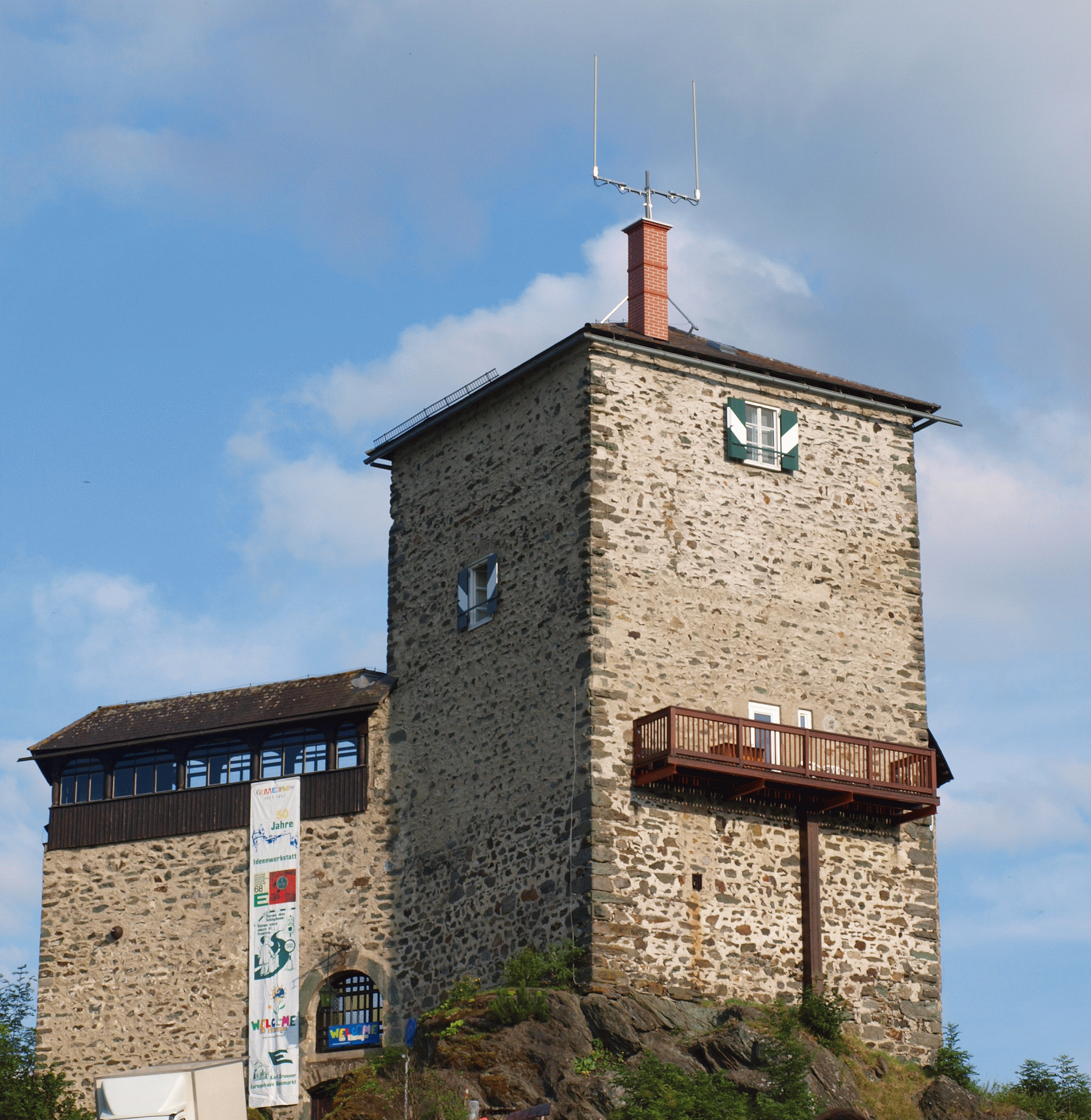
Castillo Forchtenstein en Neumarkt.

Otro de los sitios visitados en Neumarkt es el Castillo Forchtenstein (Schloss Forchtenstein), construido a mediados del siglo XII, con conexión a la antigua carretera que conectaba Italia con el Danubio. La torre de cuatro pisos en el noreste era utilizada para la vigilancia romana, realizada en estilo gótico. Su primer propietario conocido mediante documentos es Markwart von Forchtenstein, en el año 1187. En 1457 es cedido por el arzobispo de Salzburgo a Federico III de Habsburgo y desde entonces, fue una propiedad nacional de los reyes. En 1884 se lo convirtió en un palacio residencial y en 1957 fue adaptado por el Movimiento Federalista Europeo como la primera casa europea de Austria.